# 墓碑領地公園
墓碑领地公园（Tombstone Territorial Park）是加拿大育空地区一个领地公园，它位于育空地区中部，靠近登普斯特公路的南端。该公园境內有2100平方公里的崎岖山峰、永久冻土和野生动物以及黑石高地和奥吉尔维山脉的部分地区 。保护工作开始于1972年。2000年，公园正式建成。
该地区在地质上独特且生态多样。它被分为两部分，一部分的水流入育空河，最终流入白令海，另一部分的水流入麦肯齐河，最终流入波弗特海。这个分界线是一个火成岩带，由花岗岩和辉石组成，被称为白垩纪的墓碑岩石套，从阿拉斯加费尔班克斯延伸到罗斯河。多次冰川作用从东部侵入该地区，将其与北部和西部的白令陸橋（未被冰川覆盖）分隔开，形成了崎岖的地形。